# Öffentliches Baurecht (Österreich)
Als öffentliches Baurecht werden in Österreich Regelungen verstanden, die beim Bau eines Gebäudes der Wahrung öffentlicher Interessen dienen. Es besteht ein enger inhaltlicher Zusammenhang zum Raumplanungs- und Raumordnungsrecht.

## Kompetenz
Gemäß Artikel 15 Abs. 1 B-VG ist das Bauwesen eine Angelegenheit der Bundesländer in Gesetzgebung und Vollziehung. Es bestehen daher von Land zu Land verschiedene Bauvorschriften.

## Bauverfahren

### Anwendungsbereich
Bestimmte Gebäude sind vom Anwendungsbereich ausgenommen, wie etwa:
- Militärische Anlagen (§ 3 Z 3 Stmk. BauG, § 1 Abs. 3 Z 4 Oö. BauO, § 1 Abs. 3 lit. b TBO)
- Wasserrechtliche Anlagen (§ 3 Z 6 Stmk. BauG, § 1 Abs. 3 Z 2 Oö. BauO, § 1 Abs. 3 lit. e TBO)
- Energieanlagen (§ 3 Z 7 Stmk. BauG, § 1 Abs. 3 Z 5 Oö. BauO)

### Arten von Bauvorhaben
Man unterscheidet zwischen:

#### Anzeigepflichtige Vorhaben
Diese Gebäude müssen bei der Behörde nur angezeigt werden. Die Behörde genehmigt das Vorhaben. Dazu zählen etwa:
- Neu-, Zu- oder Umbau von Nebengebäuden
- Schutzdächer bis zu einer bestimmten Fläche
- Stützmauern bis zu einer bestimmten Höhe
- die Veränderung der Höhenlage des Geländes (§ 25 Z 8 Oö. BauO, § 20 Z 4 Stmk. BauG)

#### Bewilligungsfreie Vorhaben
- Pergolen
- Wasserbecken bis zu einer bestimmten Tiefe und Fläche

#### Bewilligungspflichtige Vorhaben
Bei diesen Vorhaben muss um eine Baubewilligung ersucht werden. Dazu zählen beispielsweise:
- Neu-, Zu- oder Umbau von Gebäuden
- Nutzungsänderungen von Gebäuden

### Zuständigkeit
Behörde erster Instanz ist meistens der Bürgermeister (§ 2 Abs. 1 Stmk. BauG, § 55 Oö. BauO, § 51 TBO).

### Bauansuchen
Um Bewilligung ist bei der zuständigen Behörde schriftlich anzusuchen. Folgende Unterlagen sind anzuhängen:
- ein Grundbuchsauszug
- die Planunterlagen in zwei- bis dreifacher Ausfertigung (Einreichplan)
- ein Verzeichnis der Nachbargrundstücke und Nachbarn
- Zustimmungserklärung des Grundeigentümers oder des Bauberechtigten

### Bauverhandlung
Die Baubehörde kann eine mündliche Bauverhandlung durchführen. Tut sie das, so muss sie jedenfalls die Parteien davon verständigen.

### Entscheidung der Behörde
Die Behörde entscheidet schriftlich mit Bescheid.

### Weitere Schritte
Mit der Ausführung eines bewilligungspflichtigen Bauvorhabens darf erst nach dem Eintritt der Rechtskraft der Baubewilligung begonnen werden. Für den Bau des Gebäudes wird ein Bauführer bestellt, der der Baubehörde verantwortlich ist. Die Baubehörde ist zur Bauaufsicht ermächtigt.
Ist das Gebäude fertiggestellt, erfolgt die Anzeige an die Baubehörde. Diese erteilt dann die Benützungsbewilligung.